# Kerstin Baumgarten
Kerstin Baumgarten ist eine deutsche Sportwissenschaftlerin und Hochschullehrerin.

## Leben
Baumgarten studierte von 1980 bis 1984 Sportwissenschaft an der Deutschen Hochschule für Körperkultur (DHfK), gefolgt von einem Forschungsstudium an der DHfK, welches sie 1988 mit der Doktorarbeit (Titel: „Untersuchungen zur Sicherung der Belastungsverträglichkeit der Wirbelsäulenregion bei Elementen, die mit Überstreckung des Körpers einhergehen sowie Kennzeichnung trainingsmethodischer Maßnahmen zur Ausbildung der speziellen Stabilisierungsfähigkeit der Wirbelsäule“) abschloss. Von 1988 bis zur Auflösung der DHfK war Baumgarten am Institut Turnen und Gymnastik der DHfK als Wissenschaftliche Mitarbeiterin tätig. Sie befasste sich unter anderem mit der Thematik „Analyse akrobatischer Absprünge unter den Aspekten der Optimierung der Technik sowie der Erhöhung der Belastungsverträglichkeit“.
Von 1993 bis 1997 übte sie an der Fachhochschule Magdeburg im Rahmen des Modellstudiengangs „Gesundheitsförderung/-management“ eine Tätigkeit als Wissenschaftliche Mitarbeiterin aus. 1997 absolvierte sie einen Forschungsaufenthalt an der San Diego State University im US-Bundesstaat Kalifornien. 1998 trat sie einen Lehrauftrag am Fachbereich Sozial- und Gesundheitswesen der Hochschule Magdeburg-Stendal an. Von 2011 bis 2013 hatte Baumgarten an derselben Hochschule eine Vertretungsprofessur für Gesundheitswissenschaften (Schwerpunkt Theorie und Methoden der Gesundheitsförderung) inne, ehe sie 2014 ordentliche Professorin für diesen Bereich wurde. 2015 kam sie ins Amt der Sprecherin des Fachbereichstages Gesundheitswissenschaften. 2018 wurde sie an der Hochschule Magdeburg-Stendal zur Prorektorin für Forschung, Entwicklung und Transfer gewählt.
Zu Baumgartens Forschungsschwerpunkten gehören die Gesundheit von älteren Menschen, Gesundheitssport im Verein und Gesundheit von Studierenden.